# Station Lędziny Hołdunów
Station Lędziny Hołdunów is een spoorwegstation in de Poolse plaats Lędziny.